# Zapotitlán de Vadillo
Zapotitlán de Vadillo es una localidad del estado mexicano de Jalisco. Es cabecera del municipio de Zapotitlán de Vadillo.

## Demografía
| Gráfica de evolución demográfica |
|                                  |

| Censo | Población |
| ----- | --------- |
| 1900  | 1 568     |
| 1910  | 1 393     |
| 1921  | 1 459     |
| 1930  | 917       |
| 1940  | 2 009     |
| 1950  | 1 521     |
| 1960  | 1 729     |
| 1970  | 2 304     |
| 1980  | 2 651     |
| 1990  | 2 391     |
| 2000  | 2 824     |
| 2010  | 3 530     |
| 2020  | 4 214     |